# Liste der Monuments historiques in Maisoncelles-en-Brie
Die Liste der Monuments historiques in Maisoncelles-en-Brie führt die Monuments historiques in der französischen Gemeinde Maisoncelles-en-Brie auf.

## Liste der Objekte
| Bezeichnung                                                                                        | Beschreibung | Standort                                                          | Kennzeichnung | Schutzstatus | Datum | Bild |
| -------------------------------------------------------------------------------------------------- | --- | ----------------------------------------------------------------- | ------------- | ------------ | ----- | ---- |
| Beichtstuhl                                                                                        | Beichtstuhl aus Holz mit drei Logen, die durch eine Tür verschlossen werden. Entstehungszeit im 18. Jahrhundert.                                                                                   | In der Kirche St-Sulpice (Lage)                                   | PM77002497    | Inscrit      | 1977  |      |
| Taufbecken                                                                                         | Ovales Taufbecken aus rotem Marmor. Gefertigt im 18. Jahrhundert. | Am Eingang zum Kirchenschiff in der Kirche St-Sulpice (Lage)      | PM77003591    | Inscrit      | 1980  |      |
| Grabstein für Claude Charles Guichard                                                              | Kleine rautenförmige Grabplatte aus Stein mit Grabinschrift. Bezeichnet mit 1763. | Im Boden des südlichen Seitenschiffs der Kirche St-Sulpice (Lage) | PM77003592    | Inscrit      | 1980  |      |
| Skulptur Heiliger Sebastian                                                                        | Holzskulptur aus dem 17. Jahrhundert. | In der Kirche St-Sulpice (Lage)                                   | PM77002498    | Inscrit      | 1977  |      |
| Tabernakel                                                                                         | Vom Altar unabhängiger Tabernakel aus Holz, mit Kunstmarmor bemalt und vergoldet. Entstehungszeit im 18. Jahrhundert.                                                                              | In der Kirche St-Sulpice (Lage)                                   | PM77002500    | Inscrit      | 1977  |      |
| Skulptur Heiliger Johannes der Täufer (vermutet)                                                   | Holzskulptur aus Nussbaum, mit grauer Farbe übermalt. Gefertigt im 17. Jahrhundert. | In der Kirche St-Sulpice (Lage)                                   | PM77002499    | Inscrit      | 1977  |      |
| Altarbild aus zwei Flachreliefen mit der Abbildung von Szenen der Geburt und aus dem Leben Christi | Diese Objekte wurden 1824 entdeckt und stammen möglicherweise aus dem nahe gelegenen Priorat Montgodefroy. Restauriert im Jahr 2009. Entstehungszeitpunkt im dritten Viertel des 13. Jahrhunderts. | Kapelle der Jungfrau Maria in der Kirche St-Sulpice (Lage)        | PM77001030    | Classé       | 1906  |      |
| Drei Skulpturen Christus am Kreuz, Madonna mit Kind und Heiliger Johannes der Täufer               | Holzskulpturen aus dem 16. Jahrhundert. | Im südlichen Gang in der Kirche St-Sulpice (Lage)                 | PM77002497    | Classé       | 1975  |      |
| Kreuzwegstation, vierte Station                                                                    | Holzskulptur Christus am Kreuz aus braun lackiertem Holz über einer Sonne und einer Mondsichel am unteren Ende. Hergestellt im 19. Jahrhundert. Gestohlenes Kunstwerk.                             | In der Kirche St-Sulpice (Lage)                                   | PM77002275    | Inscrit      | 1980  |      |
| Altar und Tabernakel                                                                               | Stufenaltar und Tabernakel aus Eichenholz, die mit grauer und goldener Farbe bemalt wurden. Entstehungszeit im 18. Jahrhundert.                                                                    | In der Kirche St-Sulpice (Lage)                                   | PM77002496    | Inscrit      | 1977  |      |